# Muttersprache (Zeitschrift)
Die Muttersprache. Vierteljahresschrift für deutsche Sprache ist das seit 1890 erscheinende sprachwissenschaftliche Publikationsorgan der Gesellschaft für deutsche Sprache e. V.
Die Fachzeitschrift stellt Ergebnisse der germanistischen Sprachwissenschaft nicht nur für Vertreter der Fachlinguistik, sondern auch für Angehörige anderer Fachrichtungen sowie für alle an Sprachfragen Interessierten dar. Schwerpunkte sind die Wortforschung, Fragen der Sprachkultur, theoretische Grundlagen und Erfahrungen der Sprachpflege, Fachsprachen, Deutsch im internationalen Vergleich, Deutschdidaktik, Sprachentwicklung, Sprache und Medien. 
Herausgeber sind unter anderem Jochen A. Bär, Renate Freudenberg-Findeisen und Peter Schlobinski.